# Carla Romanelli
Pour les articles homonymes, voir Romanelli.
Carla Romanelli est une actrice italienne née le 23 août 1949 à Arezzo.

## Biographie
Carla Romanelli commence sa carrière autour de la seconde moitié des années 1960 dans de petits rôles secondaires, jouant souvent la belle fille du moment. La carrière de Carla Romanelli commence à être remarquée quelques années après ses débuts dans la première moitié des années 1970. Au cours de sa carrière, elle a eu l'occasion de travailler avec des acteurs italiens et étrangers comme Franco Franchi, Saro Urzì, Antonio Sabato, Carlo Giuffré, Lou Castel, Ursula Andress, Max von Sydow, Jean-Paul Belmondo et Dominique Sanda.
Les genres auxquels Carla Romanelli se confronte au cours de sa carrière cinématographique sont variés : l'actrice a joué dans des films policiers et des westerns, mais c'est dans le genre de la comédie érotique qu'elle devient l'une des icônes de ce genre en vogue pendant les années 1970. En même temps, elle a commencé à jouer pour le petit écran, apparaissant dans plusieurs séries télévisées et téléfilms.
Au cours de la première moitié des années 1980, Carla Romanelli choisit de se concentrer davantage sur son activité d’actrice de télévision jusqu'à ce que, au milieu de la décennie, elle décidé d'arrêter son métier d'actrice, s'éloignant des projecteurs et se retirant finalement pour une vie privée.
Carla Romanelli est notamment connue pour avoir interprété le principal rôle féminin dans Le Guignolo de Georges Lautner.
Elle fut la compagne de l'acteur et poète hongrois Sándor Lukács en 1974–1975,,.

## Filmographie partielle

### Télévision
- 1975 : Cosmos 1999 : Melita Kelly (Saison 1 épisode 20 - Cerveau spatial)
- 1979 : Le Comte de Monte-Cristo de Denys de La Patellière : Mercédès Herrera
- 1979 : Le Retour du Saint : Lea Bartoni (Saison 1 épisode 23 - Rendez-vous à Florence)
- 1984 : Série noire : Mme de Beucker (Épisode 3 - Sa majesté le flic de Jean-Pierre Decourt)

### Cinéma
- 1968 : Phénoménal et le trésor de Toutânkhamon (Fenomenal e il tesoro di Tutankamen) de Ruggero Deodato
- 1968 : Donne, botte e bersaglieri de Ruggero Deodato
- 1969 : Vedove inconsolabili in cerca di... distrazioni (it) de Bruno Gaburro
- 1969 : La Limite du péché (Quarta parete) d'Adriano Bolzoni
- 1969 : Lesbos, l'Amour au soleil (it) (Lesbo) d'Edoardo Mulargia
- 1970 : Bouches cousues (Bocche cucite) de Pino Tosini
- 1970 : The Martlet's Tale de John Crowther
- 1970 : Erotas dihos synora de Erricos Andreou
- 1971 : Les Obsessions sexuelles d'un veuf (Le inibizioni del dottor Gaudenzi, vedovo, col complesso della buonanima) de Giovanni Grimaldi
- 1971 : Les Lionnes (La casa aperta agli ospiti) de Henry Zaphiratos
- 1972 : Una cavalla tutta nuda de Franco Rossetti
- 1972 : Mon nom est Shangaï Joe (Il mio nome è Shangai Joe) de Mario Caiano
- 1973 : La Guerre des gangs (Milano rovente) d'Umberto Lenzi
- 1973 : Il figlioccio del padrino (it) de Mariano Laurenti
- 1974 : Napraforgó de Gergely Horváth
- 1974 : Le Loup des steppes (Steppenwolf) de Fred Haines
- 1975 : Défense de toucher (L'infermiera) de Nello Rossati
- 1976 : Un rôle étrange (Herkulesfürdői emlék) de Pál Sándor
- 1977 : Treize Femmes pour Casanova (Casanova & Co.) de Franz Antel
- 1977 : Une nuit très morale (Egy erkölcsös éjszaka) de Károly Makk : Bella
- 1978 : La Loi de la CIA (Sono stato un agente C.I.A.) de Romolo Guerrieri : Aliki
- 1979 : Le Guignolo de Georges Lautner : Gina
- 1982 : À couteau tiré (Copkiller — L'assassino dei poliziotti) de Roberto Faenza
- 1983 : Lady Revanche (The Lonely Lady) de Peter Sasdy : Carla Maria Peroni